# Pływanie synchroniczne na Igrzyskach Panamerykańskich 1983
Zawody w pływaniu synchronicznym na Igrzyskach Panamerykańskich 1983 zostały rozegrane w dniach 16-22 sierpnia 1983 roku. Areną zmagań był Parque Naciones Unidas.

## Medaliści
| Konkurencja | 1. miejsce | Wynik   | 2. miejsce | Wynik   | 3. miejsce | Wynik   |
| ----------- | --- | ------- | --- | ------- | --- | ------- |
| Solo        | Tracie Ruiz | 190,400 | Sharon Hambrook                                                                                                | 187,066 | Ana Amicarella | 166,683 |
| Duety       | Tracie Ruiz Candy Costie                                                                                                | 188,550 | Penny Vilagos Vicky Vilagos                                                                                    | 187,233 | Pitar Ramirez Claudia Novello                                                                                              | 165,142 |
| Drużyny     | Nathalie Audet Sharon Hambrook Renee Paradis Kelly Kryczka Chantal Laviolette Penny Vilagos Vicky Vilagos Carolyn Waldo | 188,427 | Karen Callaghan Candy Costie Karen Josephson Sarah Josephson Becky Roy Tracie Ruiz Holly Spencer Mary Visniski | 186,444 | Pitar Ramirez Claudia Novello Veronica Pavon Veronica Rodriguez Lourdes Candini Gabriela Tello Graciela Arce Teresa Galves | 163,900 |

## Klasyfikacja medalowa
Opracowano na podstawie materiałów źródłowych.
| Miejsce | Państwo           | Złoto | Srebro | Brąz | Razem |
| ------- | ----------------- | ----- | ------ | ---- | ----- |
| 1.      | Stany Zjednoczone | 2     | 1      | 0    | 3     |
| 2.      | Kanada            | 1     | 2      | 0    | 3     |
| 3.      | Meksyk            | 0     | 0      | 2    | 2     |
| 4.      | Wenezuela         | 0     | 0      | 1    | 1     |
| Razem   | Razem             | 3     | 3      | 3    | 9     |